# Philipp Clüver

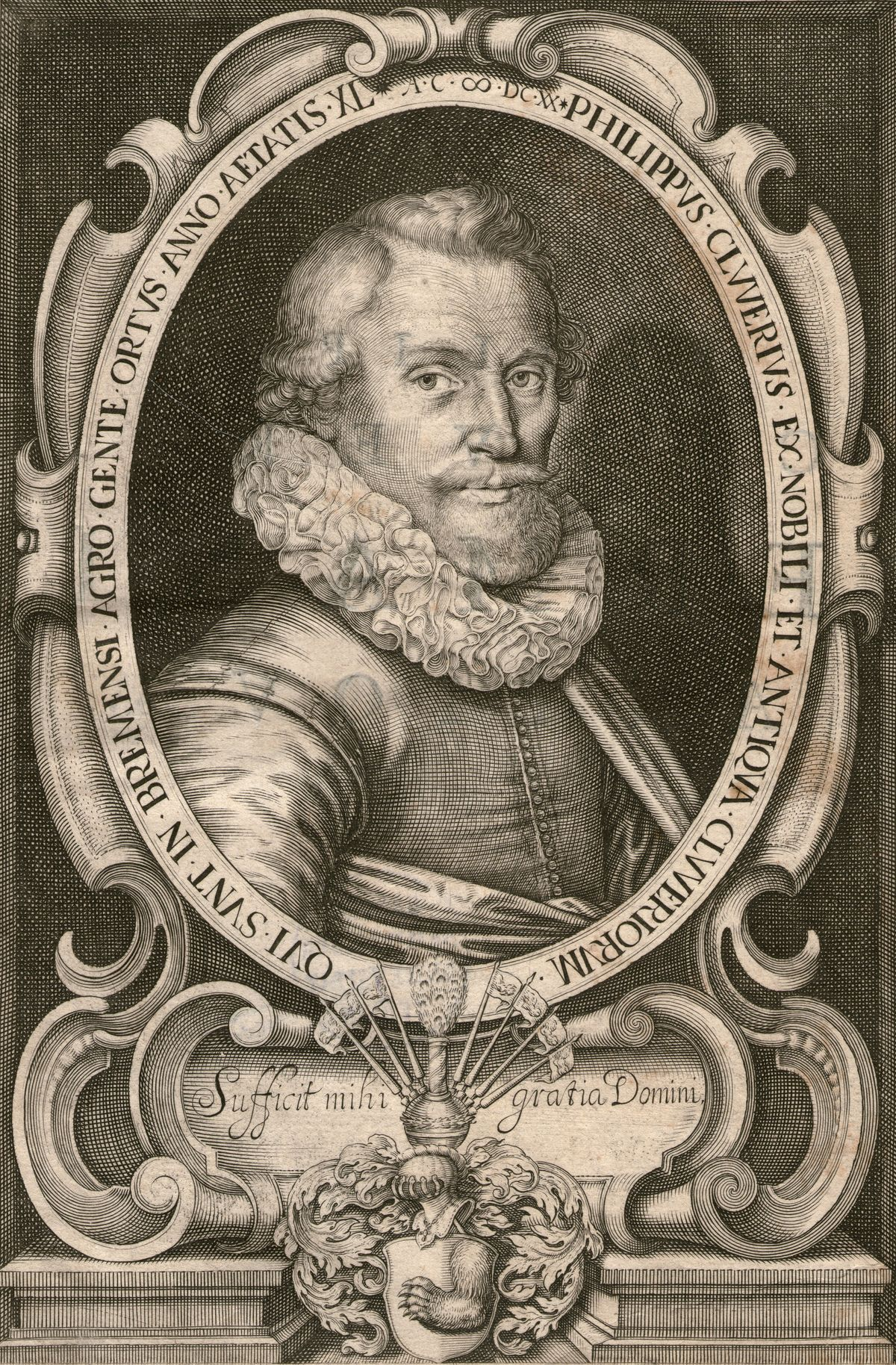
Philipp Clüver

Philipp Clüver (latiniserat: Philippus Cluverius), född 1580 i Danzig, död 31 december 1623 i Leiden, var en tysk geograf och fornforskare, den historiska geografins grundläggare. 
Efter att några år ha ägnat sig åt militärtjänst, genomvandrade han under stora uppoffringar 1607-13 större delen av Europa, varefter han 1615 fann en fristad i Leiden. Hans Introductio in universam geographiam tam veterem quam novam (1629) är det första lyckade försöket till en systematisk behandling av den politiska geografin och förblev under ett århundrade en lärobok i de lärda skolorna, men står i vetenskapligt hänseende långt efter hans utomordentligt omsorgsfullt utarbetade beskrivning av det gamla Italien (Italia antiqua, 1624) och Sicilien (Sicilia antiqua..., item Sardinia et Corsica, 1619) liksom hans Germania antiqua (1616), som förskaffade honom titeln "geographus academicus" av universitetet i Leiden.